# Paul Frère

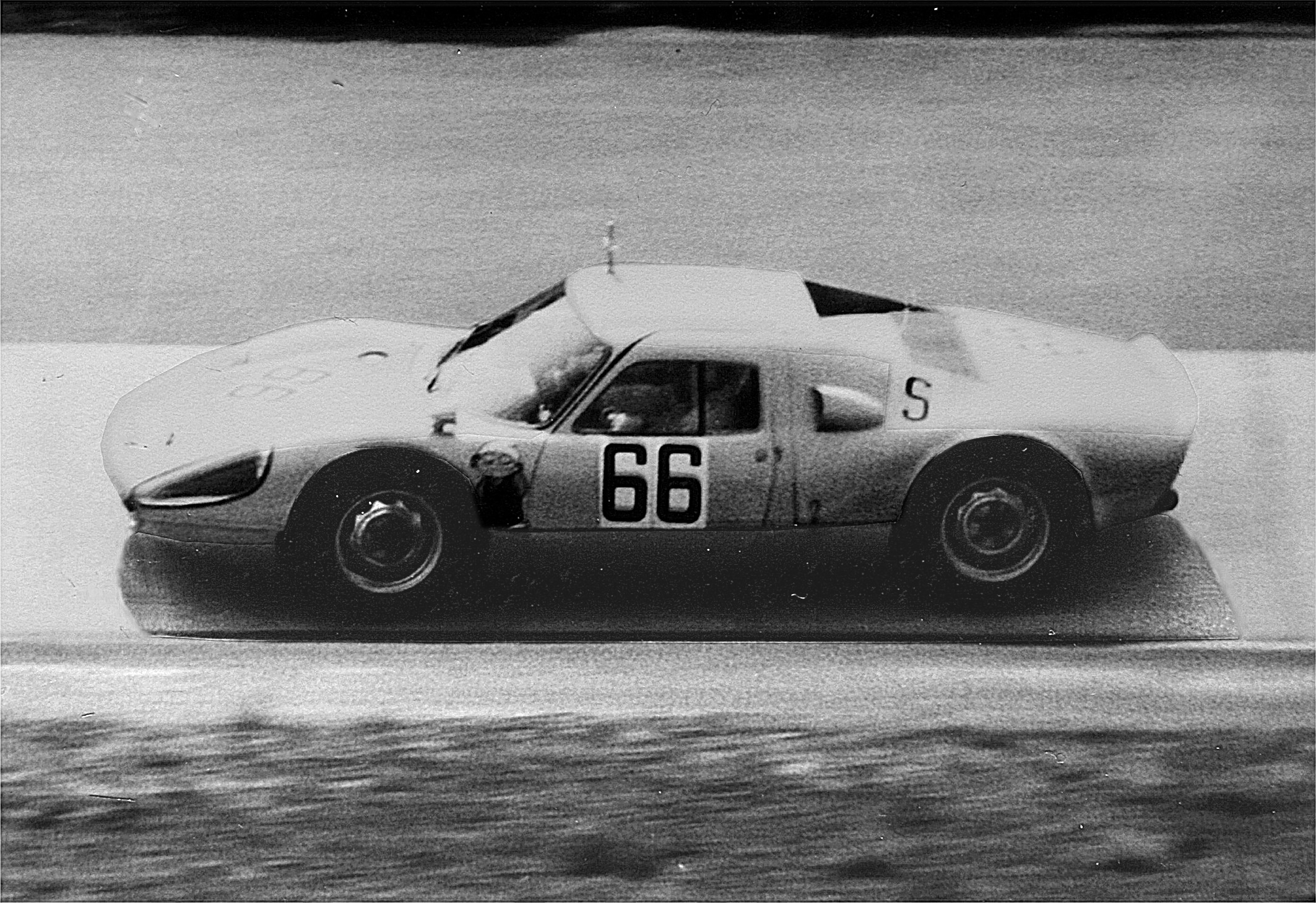
Paul Frère på Nürburgring 1966.

Paul Frère, född 30 januari 1917 i Le Havre i Frankrike, 
död 23 februari 2008 i Bryssel, var en belgisk racerförare och journalist.

## Racingkarriär
Frère började med motorcykelracing i Belgien 1946 men bytte två år senare till bilracing. Han blev dock inte känd förrän säsongen 1952 då han vann grand prix-loppet utanför formel 1-VM, Frontières Grand Prix, för HWM i Chimay och kort därefter debuterade i formel 1 för samma stall i Belgien 1952. Han kom tvåa i Eifelrennen 1953. Frère deltog i elva F1-lopp och kom som bäst på andra plats i en Ferrari i Belgien 1956.
Frère vann Le Mans 24-timmars tillsammans med Olivier Gendebien i en Ferrari 250 TR 1960.
Han skadades svårt vid en krasch med en Honda Civic under en testkörning på gamla Nürburgring 2006, 89 år gammal. Frère tillfrisknade aldrig efter den olyckan.

## F1-karriär
| Säsong | Stall/Tillverkare                             | Poäng | Placering |
| ------ | --------------------------------------------- | ----- | --------- |
| 1952   | HMW-Alta Ecurie Belge (Simca-Gordini-Gordini) | 2     | 16        |
| 1953   | HMW-Alta                                      | 0     | –         |
| 1954   | Gordini                                       | 0     | –         |
| 1955   | Ferrari                                       | 3     | 15        |
| 1956   | Ferrari                                       | 6     | 7         |